# 尼揚多馬區

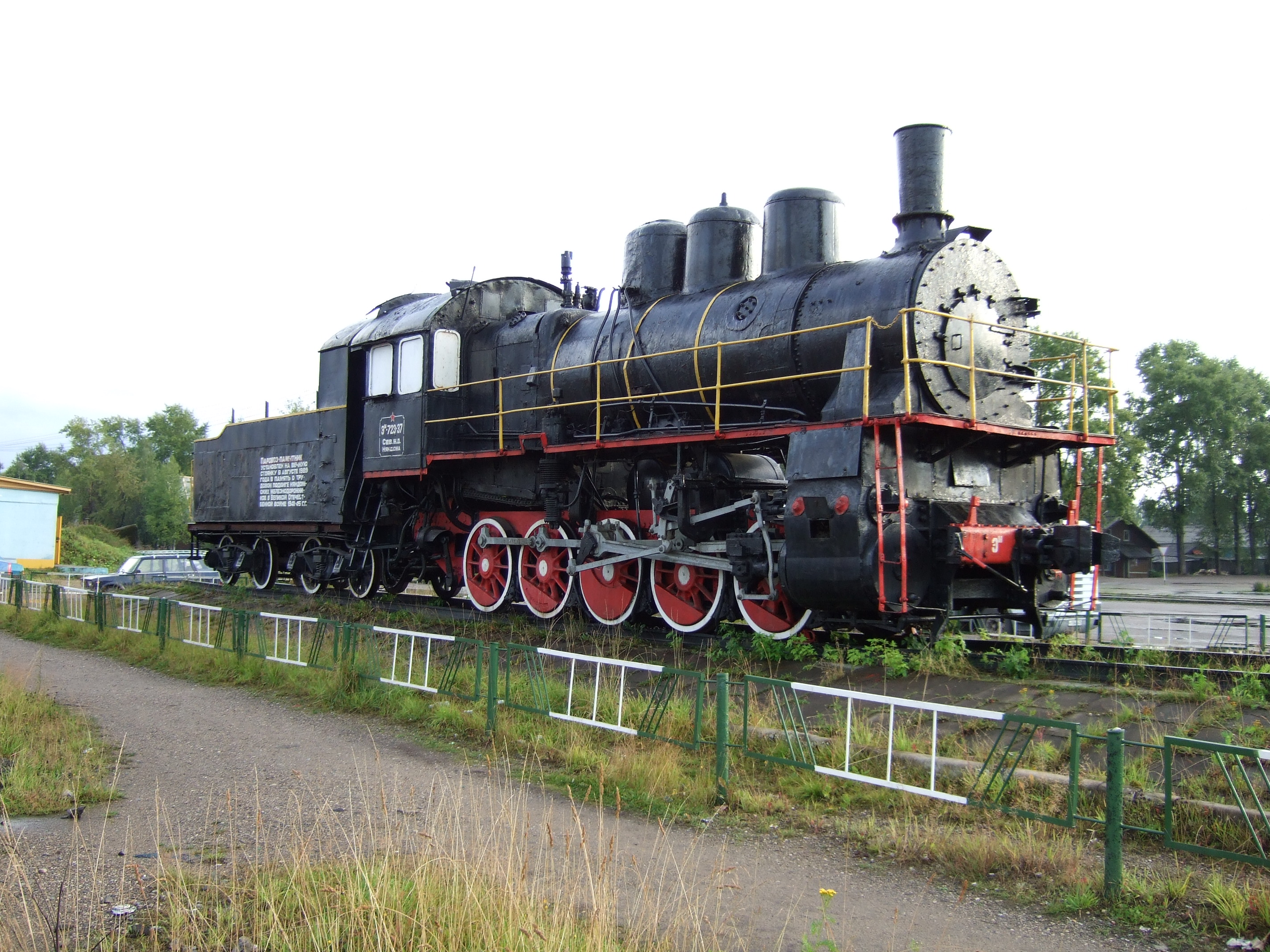

61°40′N 40°12′E / 61.667°N 40.200°E
尼揚多馬區（俄语：Няндомский район），是俄羅斯的一個區，位於該國西北部，由阿爾漢格爾斯克州負責管轄，始建於1929年7月15日，面積8,100平方公里，2010年人口30,244，人口密度每平方公里3.73人。